# Jan Rombouts in de Sint-Pieterskerk
Jan Rombouts (hertogdom Brabant, circa 1475-1485 - 1535) was een Leuvense schilder, die begonnen was als leerling van Dieric Bouts. Samen met Albrecht Bouts, de zoon van Dieric Bouts, bestuurde hij de Klerkenkapel. Daarnaast bekleedde hij tussen 1519 tot aan zijn dood in 1535 onafgebroken de functie van deken in het stadsbestuur. In de Sint-Pieterskerk te Leuven zijn twee van zijn werken bewaard gebleven, de belangrijkste zijn 'De marteling van de heilige Catharina van Alexandrië' en 'De marteling van paus Clemens Romanus I'. 

## De marteling van de heilige Catharina van Alexandrië
Dit dubbelzijdige beschilderde paneel, met aan de binnenzijde voorstellingen uit het leven van de heilige Catharina en aan de buitenzijde een kruisdraging in grisaille, werd tussen 1525 en 1535 vervaardigd. Oorspronkelijk waren deze panelen zijluiken van een altaarstuk, waarvan het centrale deel verloren is gegaan. Rond de negentiende eeuw werden de grisaille voorstellingen bedekt met een rode verflaag. Bij de restauratie is die laag verwijderd en zijn verschillende fragmenten van de grisailles weer zichtbaar. 'De marteling van de heilige Catharina van Alexandrië' maakt samen met 'De marteling van paus Clemens Romanus' deel uit van een altaarstuk. Deze zou het linker zijluik geweest zijn.
De voorzijde vertelt het martelaarschap van Catharina. Dit verhaal is gebaseerd op de Legenda Aurea. Catharina weigerde te huwen met de heidense keizer Maxentius, aangezien zij al op mystieke wijze verloofd was met Christus. Maxentius veroordeelde haar hierop volgend tot de dood door marteling. Het marteltuig werd door een bliksem uit de hemel vernield, desondanks stierf Catharina alsnog als martelares door onthoofding. Op de voorgrond van het schilderij knielt Catharina biddend neer, dit in afwachting van de genadeslag. Op de achtergrond staat de vernieling van het marteltuig afgebeeld. Uiterst links wordt haar lichaam door engelen naar de berg Sinaï gedragen.

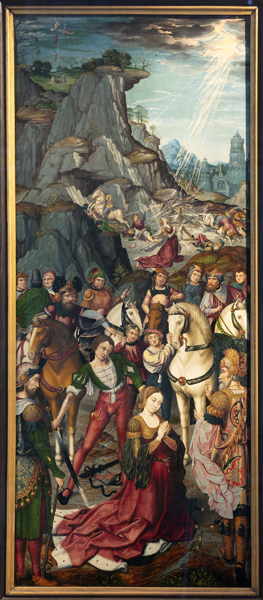
Martelaarschap van Catharina
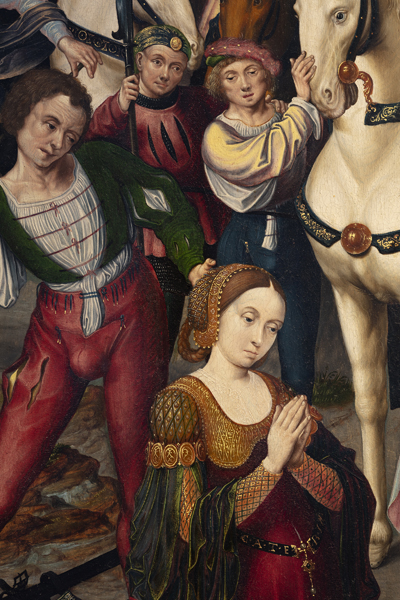
Detail
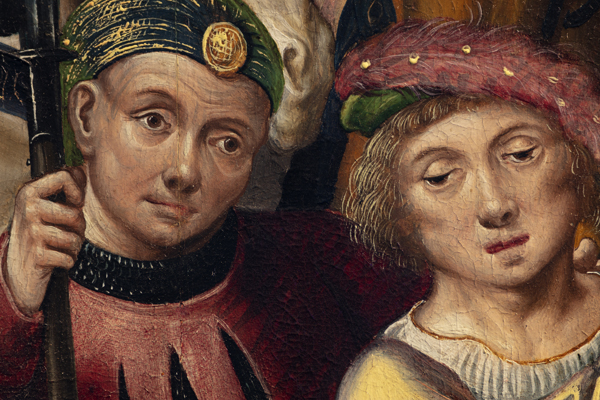
Detail
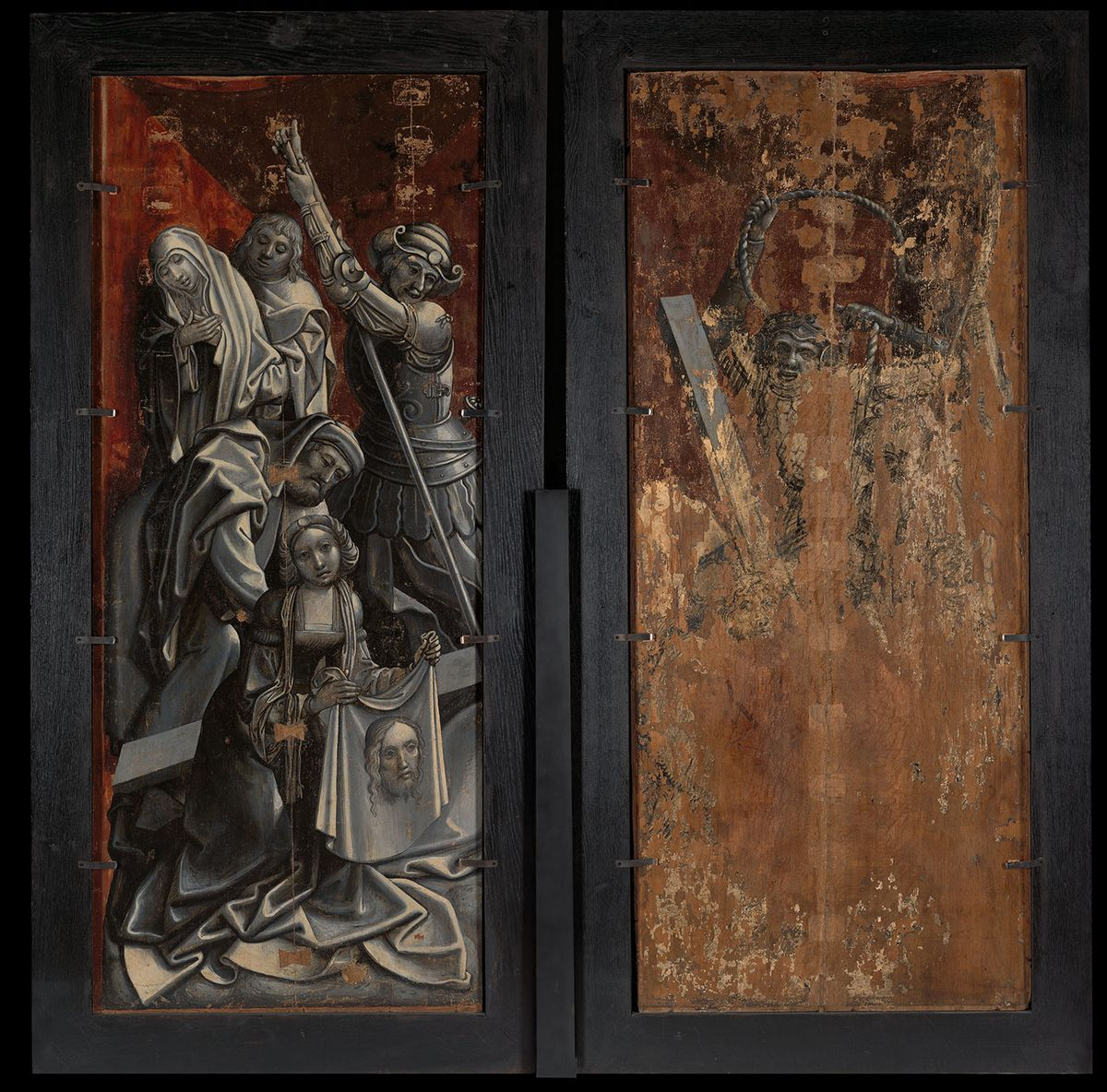
Buitenzijde

## De marteling van paus Clemens Romanus I
Dit werk werd eveneens tussen 1525 en 1535 vervaardigd en stelt het rechter zijluik van het altaarstuk voor. De binnenzijde vertelt meerdere taferelen uit het leven van de heilige Clemens. Deze taferelen werden zelden in de schilderkunst afgebeeld, maar werden wel beschreven in de Legenda Aurea. Clemens Romanus was de derde opvolger van Petrus en was paus van 92 tot 101. Hij heeft veel mensen bekeerd, onder ander Theodora, de vrouw van de heidense Sisinnius. De legende vertelt dat Sisinnius zijn vrouw stiekem naar de kerk waar Clemens preekte volgde. Toen hij het gebouw betrad, verloor hij op slag zijn gezichtsvermogen en gehoor. Theodora verzocht Clemens haar echtgenoot te helpen en door middel van gebed genas hij de man. Die liet Clemens hierop onmiddellijk arresteren wegens tovenarij, dit staat centraal afgebeeld; Clemens wordt gearresteerd, Sisinnius heft zijn zwaard woedend en Theodora probeert haar man te bedaren. De legende vertelt dat na Clemens' arrestatie, de heilige Petrus aan Theodora verscheen - dit is links in de achtergrond te zien. Aan de rechterkant van het paneel is te zien hoe Clemens enkele jaren later door keizer Trajanus verbannen werd naar een eiland in de Pontus, hier werden vele christenen tewerkgesteld in de marmergroeven. Het is op dat eiland dat Clemens op bevel van Trajanus met een anker om zijn hals in de zee geworpen werd.

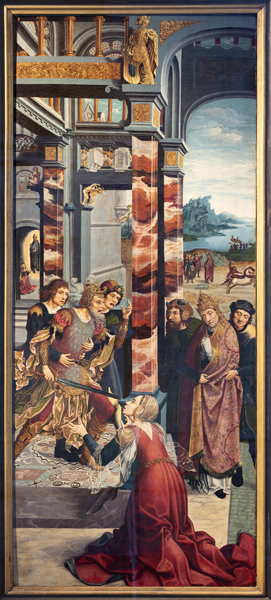
Martelaarschap van paus Clemens
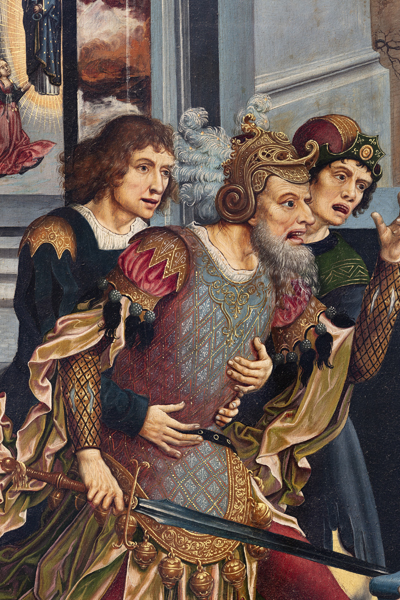
Detail

## Voetnoten en referenties
1. ↑  'Jan (I) Rombouts - De opstanding van een zestiende-eeuwse schilder', OKV, https://web.archive.org/web/20191014134643/http://www.tento.be/nl/OKV-artikel/jan-i-rombouts-de-opstanding-van-een-zestiende-eeuwse-schilder)
2. ↑  'De marteling van de heilige Catharina van Alexandrië', Erfgoedplus (https://www.erfgoedplus.be/details/24062A51.priref.16948). Gearchiveerd op 14 augustus 2023.
3. ↑  'De marteling van paus Clemens Romanus I', Erfgoedplus (https://www.erfgoedplus.be/details/24062A51.priref.16949). Gearchiveerd op 14 augustus 2023.